# Nettario di Autun
Nettario di Autun, in francese Nectaire (VI secolo – Autun, 13 settembre 549), fu vescovo di Autun dal 540 fino alla sua morte, ed è venerato come santo dalla Chiesa cattolica.

## Biografia
Fu amico di San Germano di Parigi che nominò abate dell'Abbazia di San Sinforiano d'Autun. Nel 540 divenne vescovo di Autun.
Nel 542 diede inizio alla venerazione delle reliquie di San Nazario di Milano, martire. Non potendo asportare le reliquie del santo, gli fu proposto un pezzo di stoffa ricoperto del sangue di San Celso e di San Nazario. Egli accettò l'offerta, che fece deporre accuratamente in un reliquario della cattedrale di Autun. Nel corso di questo viaggio conobbe un pellegrino della Cappadocia, Emanus, che, dopo aver soggiornato sette anni a Roma ed in Italia, si diesse verso Autun, alla tomba di San Sinforiano, attratto da una visione. Il vescovo lo portò con sé e lo tenne con lui alcuni anni.  Emanus se ne andò successivamente per evangelizzare il paese dei Carnuti, ma la sua venerazione per San Sinforiano lo riportò ad Autun. Egli attraeva le folle con i suoi miracoli e Nettario lo ordinò sacerdote.
Nel 549 partecipò al quinto concilio di Orléans, in compagnia del suo amico Germano di Parigi, che era ancora abate di San Sinforiano, e di 71 fra arcivescovi e vescovi di Francia.
La prima cattedrale d'Autun fu consacrata a lui.